# Escola de Ferrara

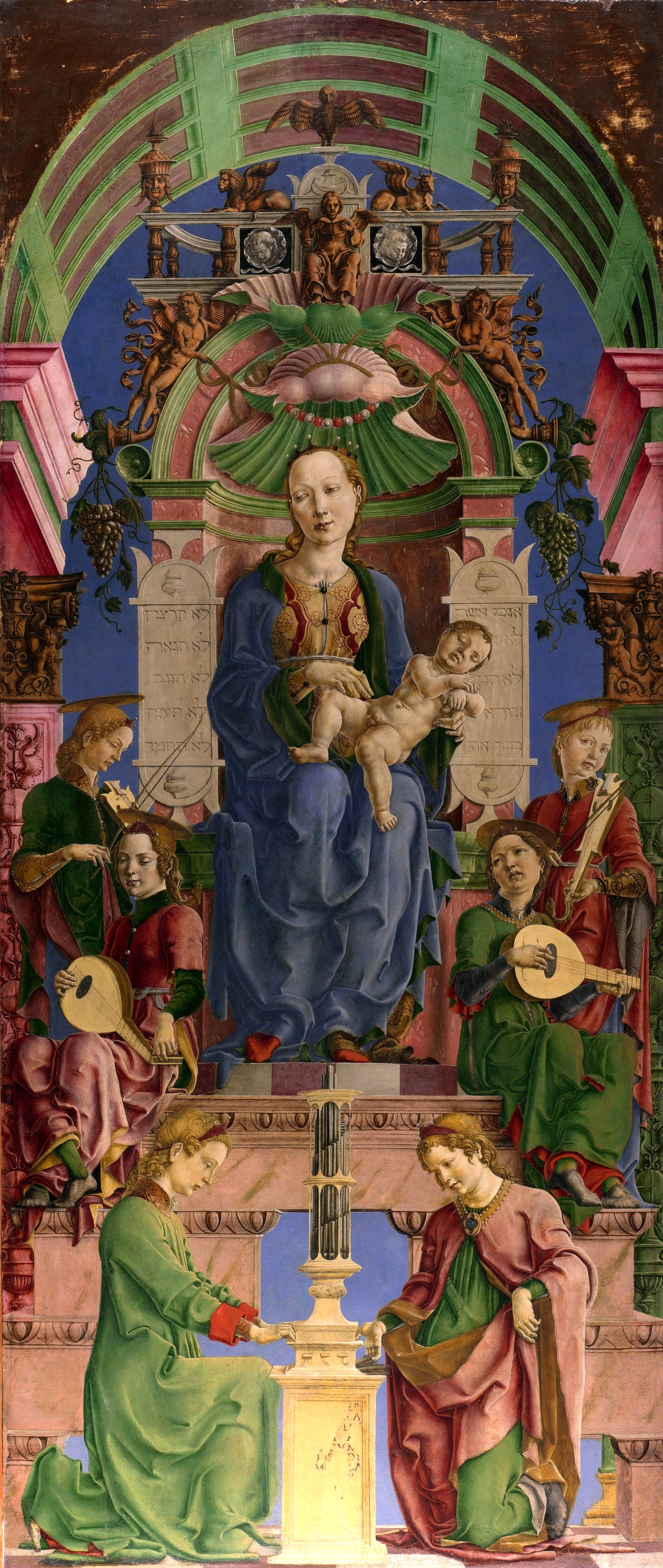
Cosmè Tura (v. 1430-1495)
Madonna col bambino

L'Escola de Ferrara és una de les escoles italianes de pintura que van veure la llum durant el renaixement italiana.

## Història
L'escola de Ferrara neix a l'empara de la casa dels Este a Ferrara, que dona suport a les arts. Un mecenatge que va créixer amb Hèrcules I d'Este el 1470, i que la família continua fins a Alfons II d'Este, mort sense hereus el 1597. Moltes de les obres dels artistes es van dispersar amb la fi de la senyoria dels Este a Ferrara.
El seu estil evolucionarà en el temps experimentant les influències dels artistes de les ciutats i de les regions veïnes: Mantua, Venècia, la Llombardia, Florència i sobretot Bolonya.

## Principals representants

### Abansseglexv
- Gelasio di Nicolò
- Galasso Galassi
- Cristoforo da Ferrara
- Antonio Alberti

### Segle XV
- Cosmè Tura (1430? - 1495)

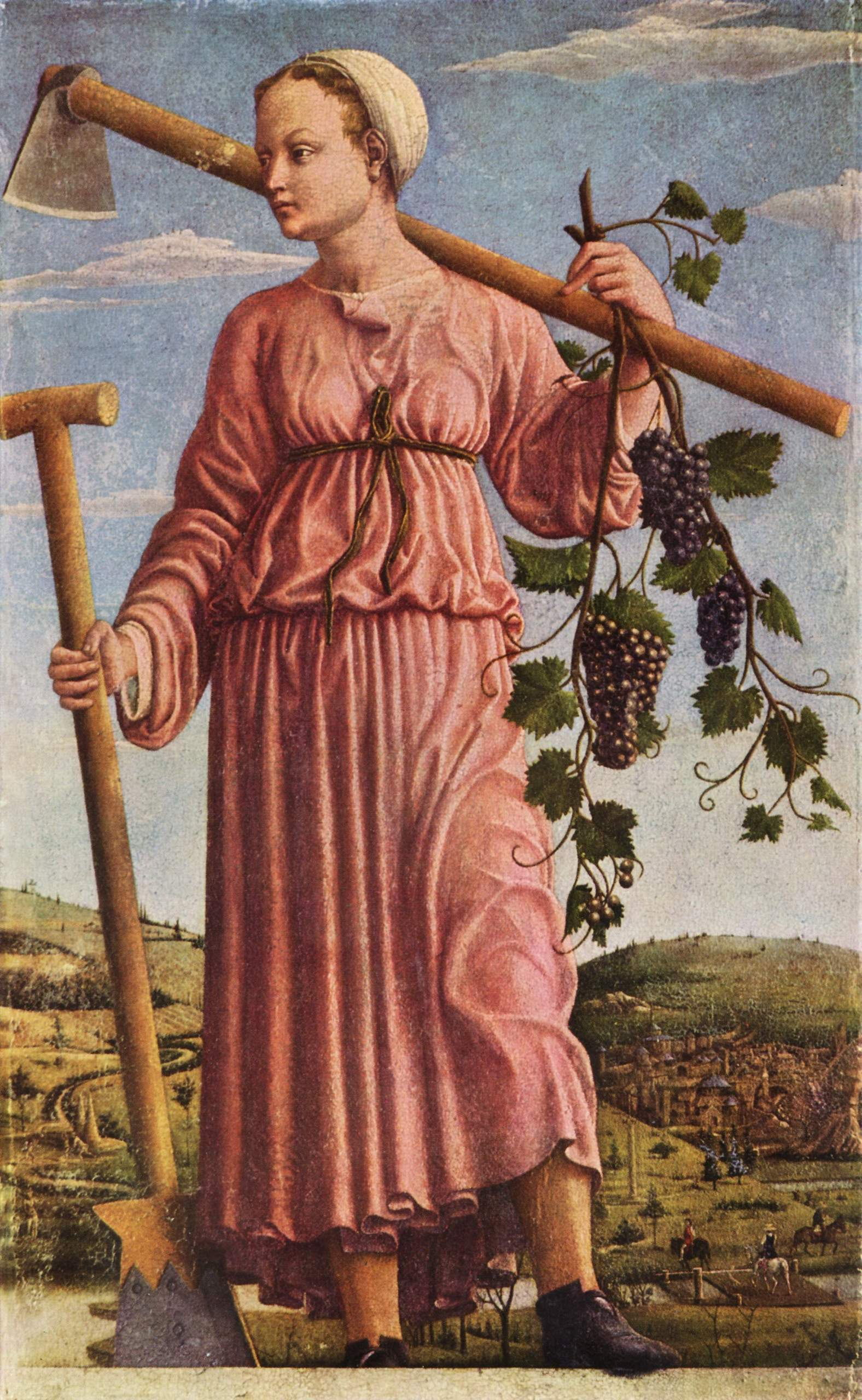
Francesco del Cossa
(v. 1436-1477/78)
La Primavera

- Francesco del Cossa (Ferrara, c. 1436- Bolonya, 1477/78)
- Ercole de' Roberti (c. 1451 - 1496)
- Lorenzo Costa il Vecchio (Ferrara, 1460 - Mantua, 5 de març de 1535)
- Boccaccio Boccaccino
- Domenico Panetti
- Giovanni Battista Benvenuti (anomenat també l'Ortolano Ferrarese) (1490-1525)
- Ercole Grandi
- Ludovico Mazzolino
- Michele Cortellini

### Segle XVI
- Nicolò Pisano
- Dosso Dossi (c. 1480-1542)
- Battista Dossi
- Girolamo da Carpi

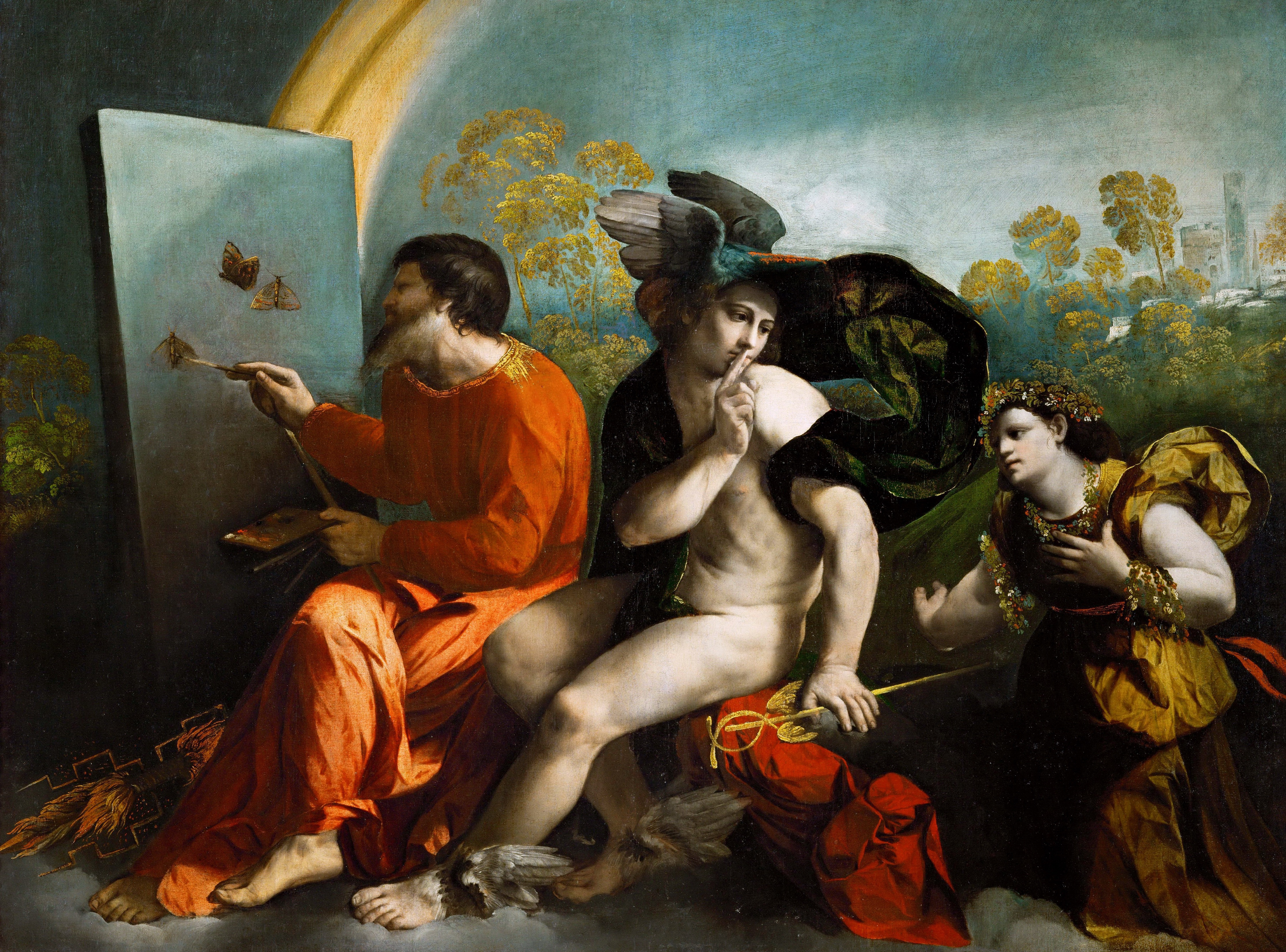
Dosso Dossi, (v. 1490-1542)
Júpiter, Mercuri i la Virtut (1522-24)

- Benvenuto Tisi anomenat Il Garofalo (Ferrara, 1481 - Ferrara, 6 de setembre de 1559)
- Ludovico Mazzolino (c. 1480 - c. 1530)
- Sigismondo Scarsella
- Ippolito Scarsella anomenta Scarsellino
- Carlo Bononi actiu també a Bolonya i Mantua (1569 – 1632)
- Sebastiano Filippi anomenat Bastianino (c .1532 - 1602)
- Camillo Ricci
- Domenico Mona
- Gaspare Venturini
- Giovanni Andrea Ghirardoni
- Giovanni Paolo Grazzini
- Jacopo Bambini
- Giulio Cromer

### Segles XVIIixviii

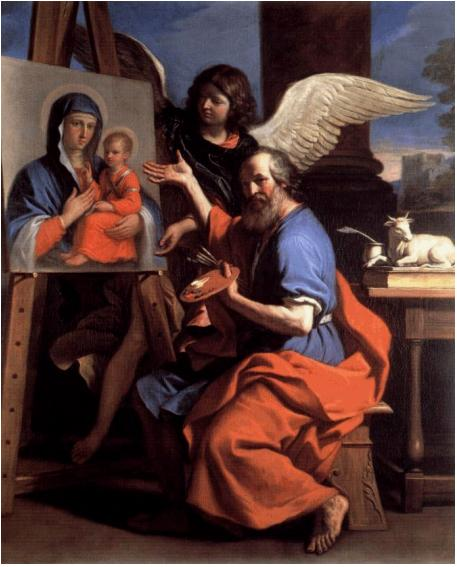
Giovan Francesco Barbieri Guercino (1591-1666)
Sant Lluc

- Carlo Bononi (actiu també a Bolonya i Mantua)
- Alfonso Rivarola
- Giovanni Battista della Torre
- Camillo Berlinghieri
- Ippolito Caselli
- Francesco Naselli
- Ercole Sarti
- Giovan Francesco Barbieri Guercino anomenta Guerchin (1591-1666)
- Paolo Antonio Barbieri
- Benedetto Genari il vecchio
- Cesare Genari
- Giuseppe Caletti
- Ludovico Lana
- Francesco Costanzo Cattaneo
- Giuseppe Bonati
- Giuseppe Avanzi
- Orazio e Cesare Mornasi
- Francesco e Antonio Ferrari
- Francesco Scala
- Maurelio Scanavini
- Giacomo Parolini
- Giuseppe Zola
- Giovanni Francesco Braccioli
- Antonio Contri
- Giuseppe Ghedini
- Giovanni Monti
- Alberto Muchiatti
- Giuseppe Santi
- Giovanni Masi